# Комарево (Плевенська область)
Кома́рево (болг. Комарево) — село в Плевенській області Болгарії. Входить до складу общини Долішня Митрополія.

## Населення
За даними перепису населення 2011 року у селі проживали 1247 осіб.
Національний склад населення села:
| Національність   | Кількість осіб | Відсоток |
| ---------------- | -------------- | -------- |
| болгари          | 991            | 93,1%    |
| цигани           | 50             | 4,7%     |
| турки            | 17             | 1,6%     |
| Всього відповіли | 1065           |          |

Розподіл населення за віком у 2011 році:
Динаміка населення: